# Ierivirus
Das Ierivirus (auch Ieri-Virus, englisch Ieri virus, IERIV; Spezies Orbivirus trinidadense) wurde 1967 erstmals beschrieben und gehört zur Gattung der Orbiviren. Es wurde in waldbewohnenden Mücken gefunden, die zwischen 1955 und 1959 im östlichen Trinidad gefangen wurden.
Bei säugenden Mäusen verursacht das Ierivirus eine Enzephalitis, wenn es intrazerebral verabreicht wird.